# Marianne Schroeder
Marianne Schroeder (1949 en Reiden) es una pianista y compositora suiza. Es una de las principales intérpretes de música nueva, y ha tocado en el Carnegie Hall, el Festival de Lucerna y el Théâtre des Champs-Élysées.  Estudió con Giacinto Scelsi y se le considera una especialista de su música. Además, ha trabajado con John Cage y con el director Shigeru Kan-no. Pertenece al grupo de compositores Groupe Lacroix con el cual ha trabajado con músicos internacionales, como el Ensemble Sortisatio. A día de hoy, ha realizado más de 30 grabaciones.  

## Biografía[1]
Marianne Schroeder creció con sus dos hermanos en la granja de sus padres en la comunidad de Reiden, Suiza. Recibió su primera clase de piano a la edad de siete años. Schroeder siguió sus estudios de piano con Klaus Linder en la Academia de Música de Basilea y más tarde con Eliza Hansen en la Universidad de Música y Artes de Hamburgo para estudiar. También estudió composición con Hans Wüthrich. Además, asistió a clases magistrales de composición con Mauricio Kagely, Klaus Huber, Earle Brown, Dieter Schnebel y Vinko Globokar. Después de su graduarse en piano, amplió sus estudios con Giacinto Scelsi en Roma. Además, colaboró con John Cage en varios de sus festivales por Europa. 
Como solista y música de cámara ha actuado en pro - música nova en Bremen, el Festival de Lucerna, el ISCM World Music Days en Atenas, el Festival de Donaueschingen, Berliner Festspiele, Wien Modern, Zagreb Summer of Music y Witten Days for New Chamber Music. Ha actuado bajo directores como Paul Sacher, Francis Travis, Erich Schmid y Luciano Berio y ha estrenado obras de Pauline Oliveros, Walter Zimmermann, Morton Feldman, John Cage, Dieter Schnebel, William Duckworth, Karlheinz Stockhausen, Erhard Grosskopf y Maurizio Pisati en los principales lugares de Europa (incluido el Théâtre des Champs-Élysées de París), la Unión Soviética y los Estados Unidos (incluidos Carnegie Hall y Roulette en Nueva York y Arnold Schoenberg Institute en Los Ángeles). Entre los músicos con los que ha trabajado están Chris Newman, Anthony Braxton, Frances-Marie Uitti, Rohan de Saram, Robyn Schulkowsky, Abbie Conant y Paul Zukovsky. Ha realizado más de treinta grabaciones, incluyendo estrenos de piezas de Stockhausen, Braxton, Feldman y Scelsi, y ha grabado las sonatas para piano completas de Galina Ustvolskaya en HatHut Records.
Entre 1986 y 1988, dio una conferencia y enseño piano en el Curso Internacional de Verano para Música Nueva en Darmstadt. En 1988, fue artista en residencia en la Universidad de Brunel en Lewisburg, Pennsylvania. Ha enseñado en la Musikakademie en Basilea y ha sido miembro del colectivo de compositores Groupe Lacroix desde 1994. Actualmente trabaja como improvisadora y es la fundadora y gerente de Probebühne für Hören und Sehen, así como del Festival Scelsi en Basilea. Ella y su esposo, el autor Jürg Läderach, con quien se casó en 2001, dividen su tiempo entre Basel y Soglio en el sudeste de Suiza. 

## Estilo de música
Marianne Schroeder inicialmente recibió una educación clásica de piano. A través del repertorio de Anton Webern encontró acceso a la música contemporánea. En 1983 dio la última vez un concierto de Beethoven . Entre sus mentores musicales estaban John Cage, Giacinto Scelsi y Morton Feldman. Comenzó a improvisar libremente en el piano de cola para improvisar y adaptó la técnica del piano preparado de Cage.

## Premios
- Premio de estudio Masefield de Alfred Toepfer Foundation FVS (para jóvenes músicos prometedores de la Universidad Estatal de Música y Artes Escénicas de Hamburgo)
- Beca del Servicio Alemán de Intercambio Académico (DAAD)  

## Discografía: Álbumes[3]
- 19 ??: Hommages (obras de Ravel, Malipiero, Enescu, Vogel, Ciurlionis, Wehrli y otros) (VDE-Gallo)
- 1984: Anthony Braxton / Stockhausen : Braxton y Stockhausen (estaba ART) con Lista Garrett y Anthony Braxton (sólo Braxton Composición No. 107 y el piano piezas VI a      VIII de interpretaciones en solitario Stockhausen)
- 1988: Giacinto Scelsi: Suites no. 9 y 10 para piano (tiene ART)
- 1989: Anthony Braxton: Composiciones 99, 101, 107 y 139 (tiene ART) con Anthony Braxton.
- 1990: Morton Feldman: Piano (trabajos de piano de los años 1952 a 1986) (tiene ART)
- 1990: Morton Feldman : para John Cage (discos CP2) con Paul Zukofsky
- 1990: Giacinto Scelsi: Ka & Ttai (tiene ART)
- 1990: Pauline Oliveros [ua] Wittener Tage für Neue Kammermusik (Kommunalverband Ruhrgebiet) con Robyn Schulkowsky
- 1991: John Cage : Music for Five (tiene ART) con Eberhard Blum , Frances-Marie Uitti , Robyn Schulkowsky y Nils Vigeland.
- 1992: Lasciando (Jecklin)
- 1992: Giacinto Scelsi: Bot-Ba (tiene ART)
- 1992: John Cage: The Barton Workshop interpreta a John Cage (Etcetera Records) con Krijn Van Arnhem, John Anderson, Jos Tieman, Anne La Berge , Jos Zwaanenburg, Tim Dowling y Robyn Schulkowsky
- 1993: Galina Ustvolskaya : 2 (tiene ART) con Rohan de Saram , Felix Renggli y David LeClair
- 1995: Galina Ustvolskaya: Sonatas para piano 1-6 (tiene ART)
- 1995: Morton Feldman: trabajos para piano (registros HatHut)
- 1995: Morton Feldman: Patrones en un campo cromático (HatHut Records) con Rohan de Saram
- 1996: Ernstalbrecht Stiebler : Tres en uno (tiene ART) con Frances-Marie Uitti y Robyn Schulkowsky (solo en Trio '89 )
- 1997: Groupe Lacroix : The Composer Group (Creative Works Records) con el Moscow Rachmaninov Trio
- 1998: John Wolf Brennan : El clave bien preparado / El piano bien preparado (Creative Works Records) con John Wolf Brennan
- 1998: Dieter Schnebel [ua]: 25 años de estudio experimental de Friburgo (Collegno)
- 1998: Ernstalbrecht Stiebler: ... en sonido ... (tiene [ahora] ART) solo en la pieza de piano '87 ; las otras dos composiciones son interpretadas por Teodoro Anzellotti y Huub Ten Hacken, respectivamente.
- 2000: Erhard Grosskopf : Sound Pool - Adagio (Academia) con Island Music Ensemble y Peter Ablinger
- 2002: Friedhelm Döhl : Música para alas abiertas (DreyerGaido) con Janos Döhl
- 2003: Groupe Lacroix: 8 piezas en Paul Klee (Creative Works Records) con el conjunto Sortisatio
- 2004: Dieter Schnebel [ua]: Música en Alemania 1950-2000 (BMG)
- 2010: Superterz: insomnio (registros de unidad)
- 2012: Ernstalbrecht Stiebler: Ernstalbrecht Stiebler (Minimal) con Frances-Marie Uitti y Robyn Schulkowsky, solo en Trio '89